# 曼特山
74°47′S 99°21′W / 74.783°S 99.350°W
曼特山是南極洲的山峰，位於埃爾斯沃思地，屬於哈德森山脈的一部分，海拔高度575米，根據美國海軍的空中照片被繪入地圖，由氣象學家命名。